# Osvaldão
Osvaldo Orlando da Costa ou Osvaldão (Passa-Quatro, 27 de abril de 1938 — Araguaia, 4 de fevereiro de 1974) foi um guerrilheiro brasileiro e um dos principais integrantes da Guerrilha do Araguaia, ocorrida na região Norte do Brasil na década de 1970.
Membro do Partido Comunista do Brasil (PCdoB), foi obrigado a viver na clandestinidade depois do golpe militar de 1964, quando passou a ser procurado por sua militância. Se mudou quando tinha 20 anos para o Rio de Janeiro, para estudar na Escola Técnica Nacional Antes, entrou para o movimento estudantil em 1958 e mais tarde se filiou ao Partido Comunista Brasileiro (PCdoB). No ano de 1960 foi convidado a estudar  engenharia mecânica, na Universidade de Praga, na Tchecoslováquia, onde se especializou em mineração. Durante os anos que morou em Praga pode conviver com diversos outros estudantes estrangeiros de todo o mundo. 
No ano de 1966 Osvaldo Orlando voltou para o Brasil, indo para o Araguaia. No Araguaia era amado pelos ribeirinhos que o consideravam parte da família. Ainda hoje os moradores da região contam que Osvaldão era uma figura mítica, capaz de se tornar invisível e se transformar em pedra, árvore e vento. 

## Araguaia
Osvaldão foi o primeiro militante comunista a chegar na região do Araguaia, em 1967, com a missão de implantar uma guerrilha junto com outros companheiros. De acordo com as instruções do Partido, que pregava uma mistura dos militantes com os habitantes da região, estabeleceu-se como garimpeiro, caçador e mariscador. Tornou-se, em pouco tempo, o maior conhecedor da área ocupada pelos guerrilheiros e bastante popular entre os camponeses e agricultores do Bico do Papagaio, a região no sul do Pará onde o PCdoB se estabeleceu.
A partir de 1972, como comandante do Destacamento B, um dos três do movimento guerrilheiro, devido à sua formação militar, adquirida nos tempos em que foi oficial da reserva do CPOR (realizado concomitantemente com o curso de Máquinas e Motores na Escola Técnica Nacional - Estado da Guanabara) e de um posterior treinamento militar na China, ele participou de vários pequenos combates contra as tropas do governo.
Era considerado mítico e imortal pelos moradores do Araguaia, que acreditavam ser capaz de transformar-se em pedra, árvore ou animal. Osvaldão teve um filho enquanto esteve no Araguaia. O garoto se chamava Geovani, era filho de Osvaldo Orlando com a ribeirinha Maria Viana, também conhecida como Maria Castanheira. O garoto foi sequestrado pelo exercito quando tinha apenas quatro anos de idade e nunca mais foi encontrado. Sua mãe Maria Viana, teve um enfarte e acabou falecendo uma semana após o desaparecimento de Geovani. Osvaldão também foi o autor da primeira morte militar durante a guerrilha, quando teve um encontro na mata com uma patrulha do exército em descanso, matou a tiros o cabo Odílio Cruz Rosa que tomava banho no momento do ataque. Pela importância política e simbólica que ele tinha para os ribeirinhos da região, capturar Osvaldo Orlando significava acabar com a guerrilha do Araguaia, sendo inúmeras as investidas do exercito contra ele.

## Vida Pessoal
Osvaldo também era apaixonado por esportes e foi Campeão Carioca de boxe pelo Clube Botafogo Futebol e Regatas. Durante o período que esteve na Tchecoslováquia, participou de uma filmografia sobre estudantes imigrantes.

## Morte
Osvaldão foi morto com um tiro de carabina quando descansava num barranco, em 4 de fevereiro de 1974, nos estágios finais da ofensiva militar que aniquilou a guerrilha, pelo mateiro Arlindo Vieira 'Piauí', um conhecido seu que na época havia virado guia das patrulhas militares. Seu corpo foi pendurado num helicóptero que sobrevoou várias áreas da região a mostrar aos caboclos locais que o 'imortal' guerrilheiro estava morto. Decapitado por um sargento do exército, seu corpo foi deixado na mata e nunca encontrado.

## Homenagens
Em dezembro de 2015, foi lançado um documentário sobre Osvaldão. Dirigido por Vandré Fernandes, Ana Petta, André Michiles e Fábio Bardella, o  longa teve narração do Rapper Criollo,Leci Brandão, Antonio Pitanga e Flávio Renegado. E aborda toda a trajetória do militante, adotando uma linha temporal clássica, e reúne depoimentos de diversas pessoas que conviveram com Osvaldão, além de possuir arquivos do próprio personagem, do tempo em que viveu na Tchecoslováquia.. O longa, de 1 hora e 19 minutos, não foi bem recebido pela crítica, ganhando análises negativas em diversos sites e revistas especializados. O AdoroCInema, o avaliou com nota 2/5, a revista Piauí o definiu como um atestado de inexperiência dos quatro diretores e um filme repleto de retratos ocos.